# Finnország közlekedése
Finnország közlekedése fejlett. A forgalmat az alacsony népsűrűség, a városok nagy távolsága és a hideg éghajlat befolyásolják.
2016-ban a közúthálózat teljes hossza 104 161 kilométer volt, ebből 77 989 kilométer főút. Az autópályák teljes hossza 779 kilométer. Az úthálózat költségét a gépjárművekre és üzemanyagokra kivetett adókkal finanszírozzák.
Az ország legfontosabb légikikötője a Helsinki-Vantaa repülőtér, amelynek 2016-ban 17 millió utasa volt. Körülbelül 25 repülőtérről indulnak menetrend szerinti utasjáratok. A vidéki repülőterek támogatásban részesülnek.
Az 5865 kilométernyi vasútvonal fenntartásának éves költsége 350 millió euró.
A jégtörők 23 kikötő egész éves működését teszik lehetővé. Utasszállítás Helsinki és Turku között történik, ahonnan komp jár többek között Tallinnba, Mariehamnba, Svédországba.

## Kötött pályás közlekedés

### Vasúti közlekedés

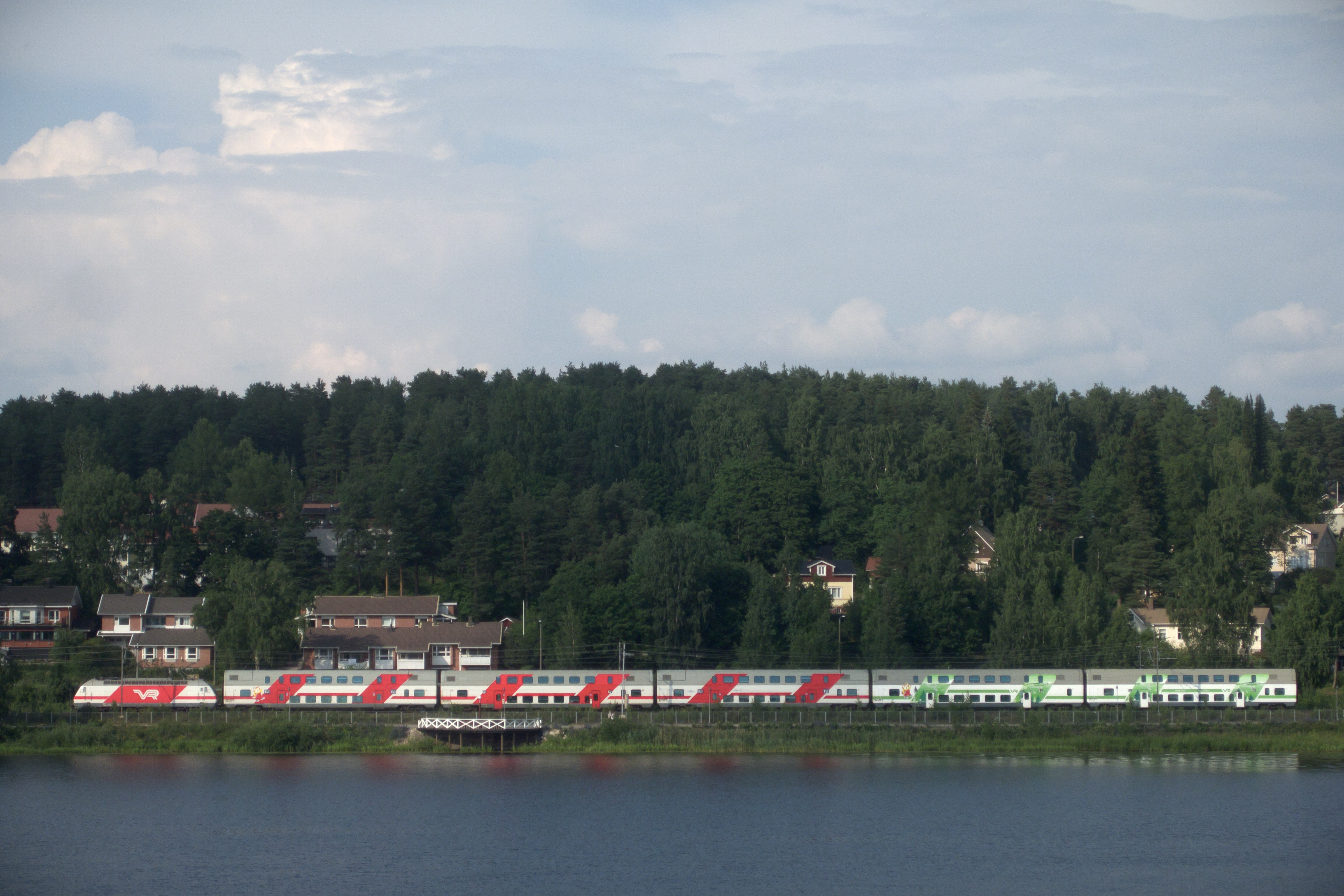
InterCity 2 Hämeenlinna vasútállomáson

2011-ben a vasúti hálózat hossza 5944 kilométer volt, ebből 3172 kilométernyi villamosított. 2011-ben az utasok összesen 68,3 milliószor utaztak vasúton, 3882 millió kilométert téve meg. Ugyanebben az évben a teherforgalomban 34,8 millió tonna árut fuvaroztak.
Az utasszállítást az állami tulajdonú VR végzi. A legtöbb személyszállító vonat a helsinki főpályaudvarról indul vagy ide érkezik, és a vasúti hálózat nagy része is a fővárosból indul. Helsinkiből a főbb városokba (Jyväskylä, Joensuu, Kuopio, Oulu, Tampere, Turku) nagysebességű Pendolinók közlekednek. A Pendolino-hálózatot modern intercity-k egészítik ki.

### Villamosvonalak

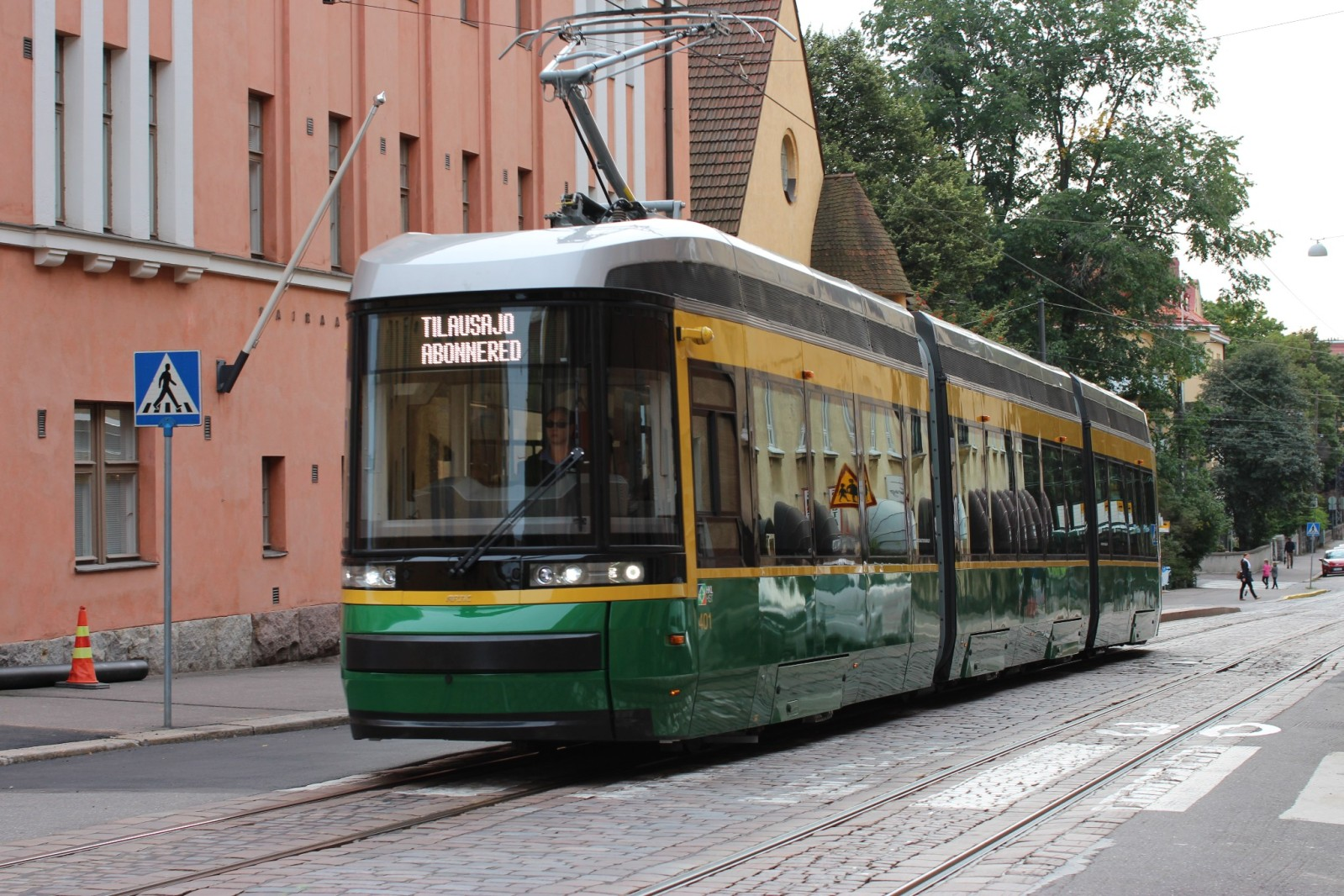
Új Škoda Artic villamos Helsinkiben

Finnországban három városnak volt villamosvonala (Helsinki, Turku és Tampere), de csak Helsinkiben maradt meg. A tamperei villamosok üzemeltetését 1957 szüntették meg, a turkui villamosokét 1972-ben.
2016. novemberben a tamperei városi tanács új villamoshálózat építését hagyta jóvá. Az építkezés 2016 végén kezdődött el, befejezése 2021-re várható. Turku szintén tervezi egy új villamosrendszer bevezetését, de döntés még nem született.
Helsinkiben összesen 13 villamosvonal van, melyeknek összes hossza 112,3 km. Ebből 91,2 kilométer közvetlenül az utasforgalmat szolgálja, a többi pedig tartalékvonal vagy a depókon belüli közlekedést biztosítja. Évente 57 millió utas utazik villamossal.

## Közúti közlekedés

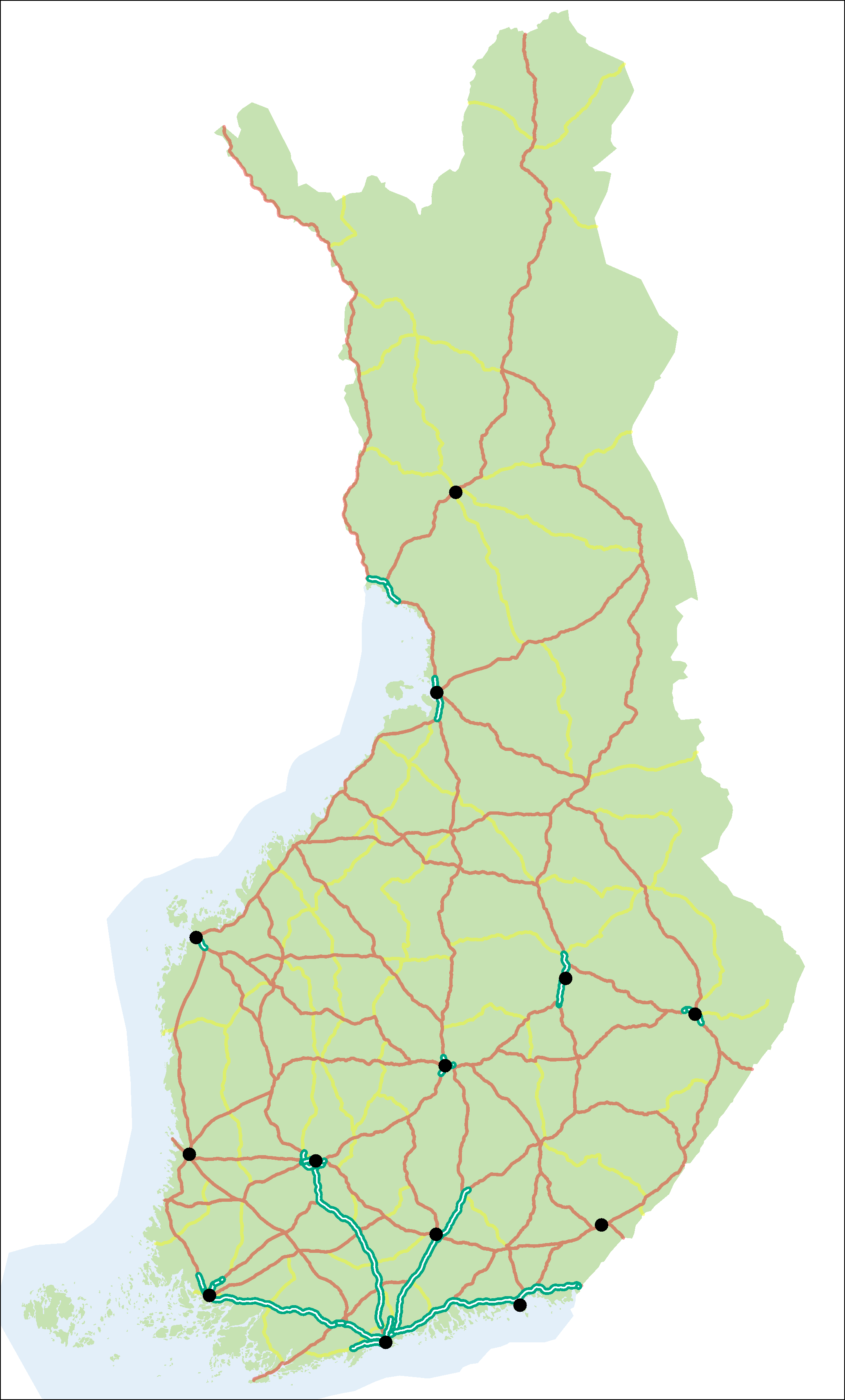
Finnország közúthálózata. Zöld = autópálya, vörös = I. osztályú főút, sárga = II. osztályú főút. A fekete pontok a 12 legfontosabb városi régiót jelölik.

Finnországban a legnépszerűbb a közúti közlekedés, különösen a falusi régiókban, ahova nem ér el a vasúti hálózat. 2016-ban a közutak teljes hossza 77 989 kilométer volt, ebből 50 745 kilométer szilárd burkolatú. A főutak hossza több mint 13 466 kilométer.

### Autópályák
A közúti forgalom 64%-a a főutakon zajlik, amelyeket I. osztályú (finn nyelven valtatie, svéd nyelven iksväg’) és II. osztályú (finn nyelven kantatie, svéd nyelven stamväg) főutakra osztanak. Autópályákat az 1960-as évek óta építenek az országban, de ezek ritkák, mert a forgalom mérete nem indokolja a további építéseket. Az autópályák összes hossza 881 kilométer. A leghosszabb útvonalak: Helsinki–Turku (1-es főút/E18), Helsinki–Tampere (3-as főút/E12), Helsinki–Heinola (4-es főút/E75) és Helsinki–Hamina (7-es főút/E18). A világ legészakibb autópályája Finnországban található Keminmaa és Tornio között (29-es főút/ E8).
Finnországban nem kell útdíjat fizetni.

### Sebességkorlátozás
A sebességkorlátok évszaktól függően változnak; az autópályákon a maximális megengedett sebesség nyáron 120 kilométer/óra, télen 80 kilométer/óra. A főutakon a sebességkorlát rendszerint 100 vagy 80 kilométer/óra. A városokban a sebességkorlát 30-60 kilométer/óra között van. Ha semmilyen korlátozás nincs kiírva, akkor az általános korlát lakott területeken 50 kilométer/óra, azon kívül pedig 80 kilométer/óra.

### Járművek
2013-ban 4,95 millió gépjárművet tartottak nyilván, ebből 2,58 millió személygépkocsi. Az autók átlagos életkora (a múzeumi darabokat nem beleértve) tíz év feletti 2016-ban a leselejtezett személygépkocsik átlagos életkora 20,2 év volt; ez 2000-ben még 18 év volt, és azóta folyamatosan növekedett.
2015-ben 123 476 új gépjárművet regisztráltak Finnországban; ebből 108 812 személygépkocsi. Évente mintegy 550 000–600 000 használt autó eladására kerül sor. 2011-2014 között a legtöbb eladott autó Volkswagen márkájú volt, az összes eladott új autó 12%-a.

### Tömegközlekedés

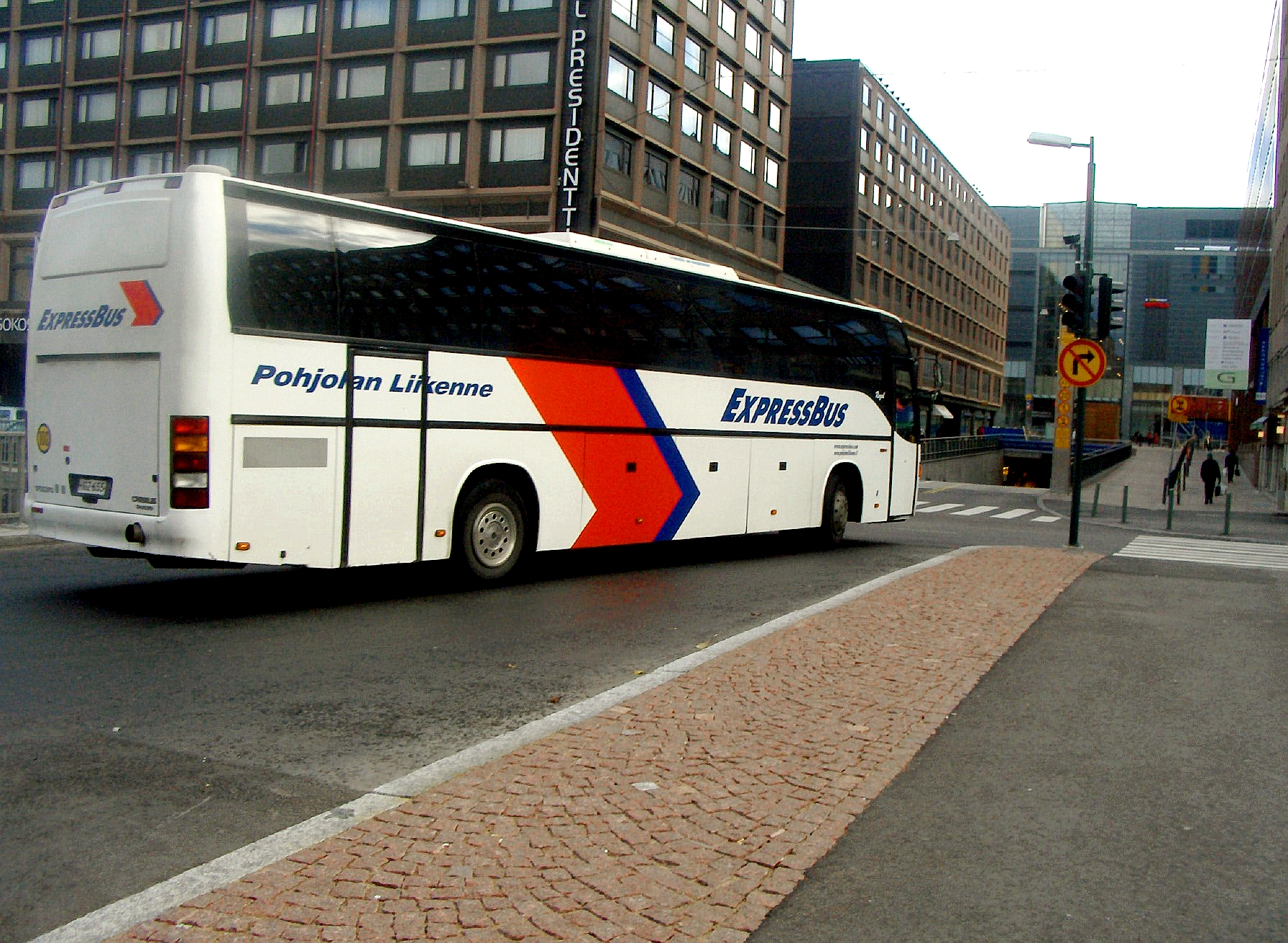

Az autóbuszokat leginkább magáncégek üzemeltetik, amelyek szerte az országban szolgáltatnak. Az  ExpressBus hálózata minden nagyobb városban és fontosabb falusi régióban jelen van, ugyanúgy a OnniBus „fapados” buszhálózat. Az autóbusz állomásokat a Matkahuolto üzemelteti.
A helységeken belüli buszszolgáltatást a városi tanács elég szigorúan szabályozza. Számos tanácsnak saját üzemeltető cége van, például a Tampere City Transit (TKL), amely néhány autóbuszvonalat üzemeltet kereskedelmi alapon versenyezve a magánszolgáltatókkal. A regionális buszjáratokat a régió igazgatása szabályozza, hogy megvédje a régi szolgáltatókat, ami kartellhelyzethez vezetett (ilyen például a TLO Turku régióban, de vannak erős regionális szabályozó testületek is, mint például a Helsinki közlekedési hatóság (HSL/HRT), amely tender szokott kiírni az útvonalakra. A 2010-es évek után ez lesz az általános szabály.

### Balesetek
2015-ben a személyi sérüléssel járó közúti balesetek száma 5185 volt; a halálos balesetek száma 270, ami 10 000 lakosra vetítve 4,9 halálesetet jelent. A lakosság számának arányában a közúti balesetben elhunytak száma az európai átlag alatt van. A közlekedés biztonsága az 1970-es évek óta javuló tendenciát mutat, akkor még évente több mintezer ember halt meg közúti balesetben.

## Vízi közlekedés

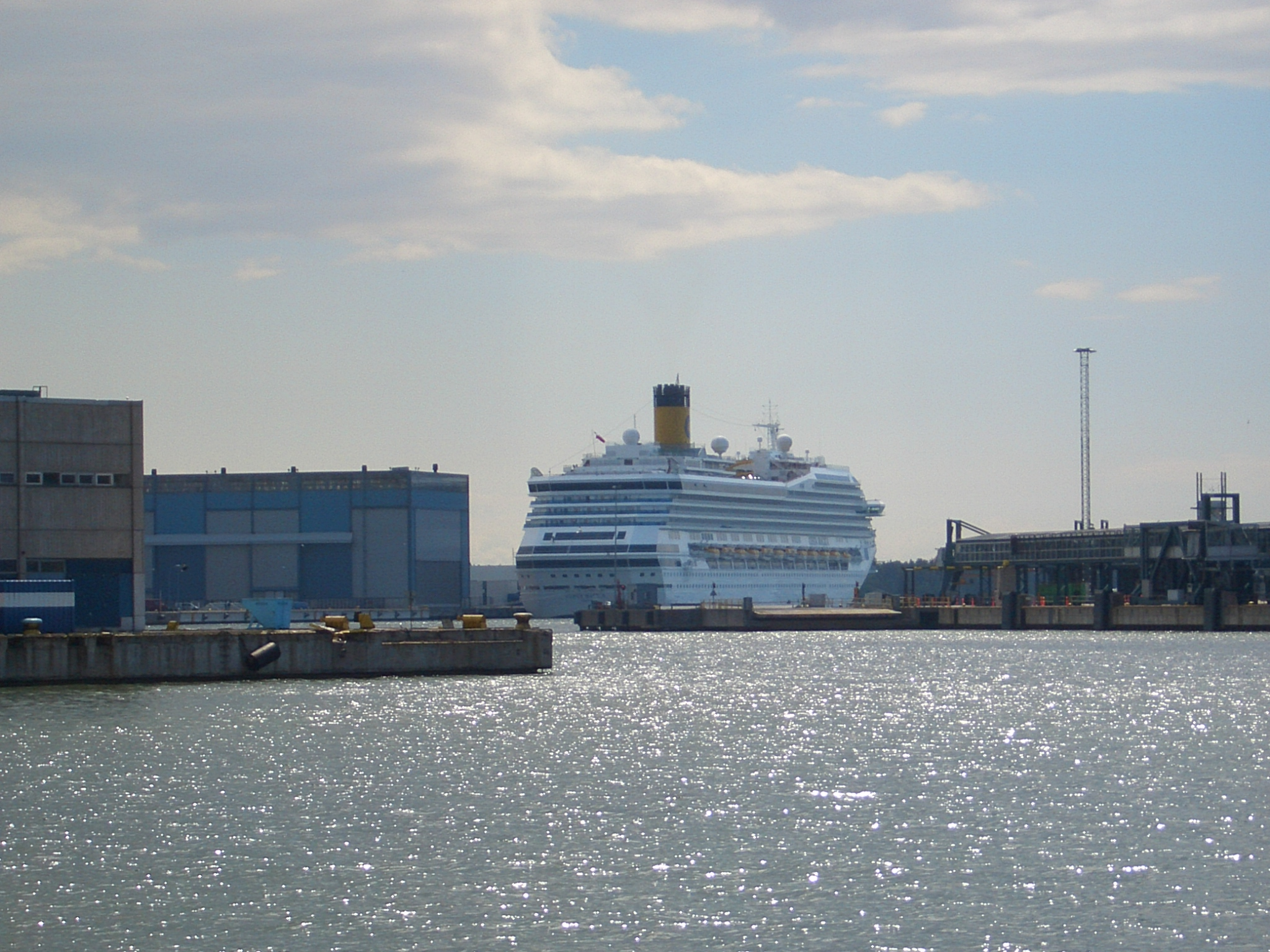
Tengerjáró hajó a helsinki kikötőben

Finnország víz útvonalainak a hossza a tengerpart menti vizeken mintegy 7600 kilométer, a folyóvizeken, csatornákon és tavakon pedig 7900 kilométer. A Saimaa-csatorna a Saimaa-tavat és ezáltal Finnország belső vízi útjainak jelentős részét köti össze a Balti-tengerrel. A csatorna alsó részét, amely Oroszországban található Viborgnál, Finnország béreli az orosz államtól. Az eredeti egyezmény a Szovjetunióval 1963-ból származik.
A legnagyobb általános kikötő a HaminaKotka. A helsinki kikötő bonyolítja a legnagyobb utasforgalmat, de a teherforgalma is jelentős. A szállított teheráru tonnája szerint az öt legforgalmasabb kikötő HaminaKotka, Helsinki, Rauma, Kilpilahti  és Naantali.
Télen a forgalom biztosítására 23 kikötőben jégtörőket használnak. A Botteni-öböl kikötőiben a jégtörőkre évente átlagosan hat hónapig van szükség, míg a Finn-öbölben csak három hónapig.
Észtországgal és Svédországgal gyakori kompjáratok biztosítják az összeköttetést. A Balti-tengeri tengerjáró hajók rendszeresen betérnek a helsinki kikötőbe.

## Légi közlekedés

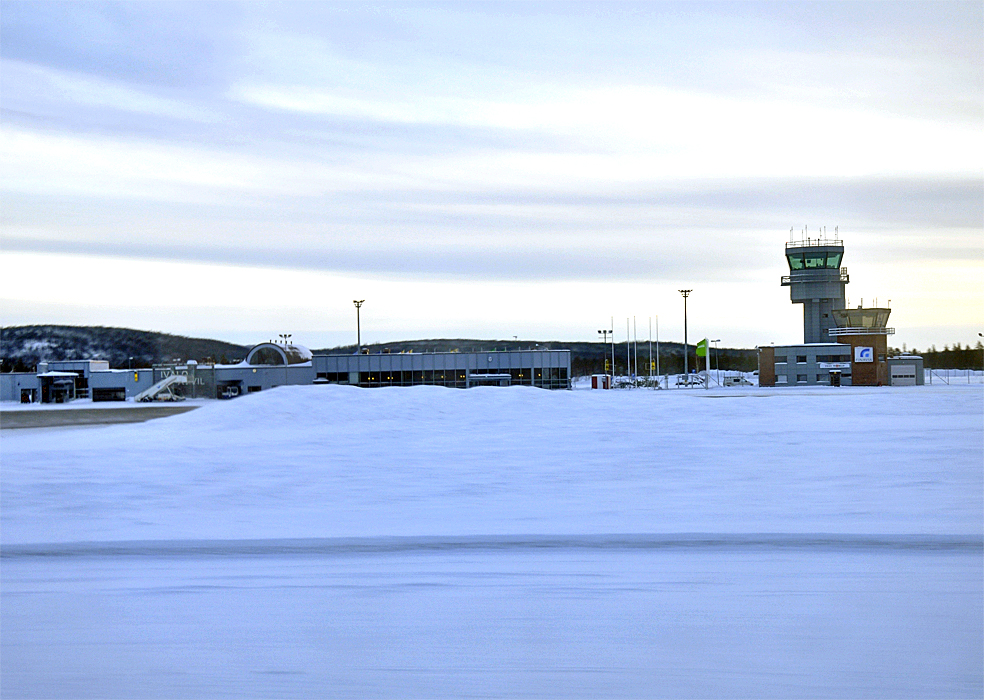
Az ivalói repülőtér

Finnországban 148 repülőtér van, ebből 74 szilárd burkolatú kifutópályával.  21 repülőtérről menetrend szerinti utasszállító repülőgépek indulnak. A legnagyobb a helsinki nemzetközi repülőtér, a második legnagyobb Ouluban található. A nagyobb repülőtereket az állami tulajdonú Finavia üzemelteti. A belföldi forgalmat kiszolgáló legnagyobb légitársaságok a Finnair, Nordic Regional Airlines és Norwegian.
A helsinki nemzetközi repülőtérről menetrendszerű járatok indulnak többek között Bangkokba, Pekingbe, Kantonba, Nagojéba, New Yorkba, Oszakába, Sanghajba, Hong Kongba és Tokióba. Helsinki főköri fekvése optimális a Nyugat-Európát a Távol-Kelettel összekötő útvonalak szempontjából.
Nemzetközi járatok indulnak még a Kokkola-Pietarsaari repülőtérről, a Mariehamni repülőtérről, a Tampere–Pirkkala repülőtérről, a turkui repülőtérről és a vaasai repülőtérről.

## Fordítás
Ez a szócikk részben vagy egészben  a   Transport in Finland című angol Wikipédia-szócikk fordításán alapul.  Az eredeti cikk szerkesztőit annak laptörténete sorolja fel. Ez a jelzés csupán a megfogalmazás eredetét és a szerzői jogokat jelzi, nem szolgál a cikkben szereplő információk forrásmegjelöléseként.